# Witalij Skomarowski
Witalij Skomarowski (ur. 30 grudnia 1963 w Berdyczowie) – ukraiński duchowny katolicki, biskup diecezjalny łucki od 2014.

## Życiorys
27 maja 1990 otrzymał święcenia kapłańskie. Przez pięć lat pracował w duszpasterstwie parafialnym, zaś w 1995 został kanclerzem kurii żytomierskiej. W 1998 objął urząd proboszcza katedry w Żytomierzu. Od 2000 pracował w diecezjalnym seminarium (w latach 2000-2002 jako wicerektor, zaś w latach 2002-2003 jako rektor).
7 kwietnia 2003 papież Jan Paweł II mianował go biskupem pomocniczym diecezji kijowsko-żytomierskiej, ze stolicą tytularną Bencenna. Sakry biskupiej udzielił mu 7 czerwca 2003 kard. Marian Jaworski. Po święceniach nadal kierował diecezjalnym seminarium (do 2011).
12 kwietnia 2014 papież Franciszek mianował go biskupem diecezjalnym łuckim. Ingres odbył się 17 maja 2014.
Od 2013 pełni funkcję sekretarza generalnego Konferencji Episkopatu Ukrainy.
W 2016 został odznaczony Krzyżem Oficerskim Orderu Zasługi Rzeczypospolitej Polskiej.